# G.R.L.
G.R.L. é um girl group americano formado por Robin Antin. O grupo é composto pelas atuais integrantes Lauren Bennett, Natasha Slayton e Emmalyn Estrada. Entre as integrantes anteriores estavam Simone Battle, Jazzy Mejia e Paula van Oppen.
A formação original consistia em Slayton, Bennett, Estrada, Van Oppen e Simone Battle. Elas fizeram sua aparição de estréia na trilha sonora dos Os Smurfs 2 com "Vacation". Elas também participaram da canção bem sucedida de Pitbull, "Wild Wild Love", que atingiu o pico entre os 40 melhores nos Estados Unidos, top 10 no Reino Unido e foi certificado platina pela Recording Industry Association of America (RIAA). Seu segundo single "Ugly Heart" ganhou sucesso internacional pouco depois do repentino desaparecimento da integrante Simone Battle. Deixando o grupo como um quarteto, isso inspirou o grupo a lançar o exitoso single promocional "Lighthouse" em memória de Battle. O grupo se desfez pouco depois de seu lançamento, em 2 de junho de 2015.
O grupo retornou-se em 5 de agosto de 2016, com a adição do novo membro Jazzy Mejia ao lado de Bennett e Slayton para o evento Slime Fest Australia. Logo após, o trio lançou duas músicas intituladas “Kiss Myself” e “Are We Good” e não permaneceu muito tempo até entrar em hiatos novamente.
G.R.L. anunciou em sua página do Instagram que elas estão de volta com novas músicas em 2021, com Emmalyn Estrada voltando para o grupo ao lado dos membros originais Bennett e Slayton, tornando o grupo um trio.

## História

### 2011-12: Antecedentes e alterações de formação
Em março de 2011, Antin começou a realizar audições para encontrar novas garotas para substituir as ex integrantes do The Pussycat Dolls. A nova formação fez sua estréia em 5 de fevereiro de 2012, durante o Super Bowl, como parte de comerciais de TV GoDaddy anual, aparecendo com Danica Patrick. "A aparência do comercial não é necessariamente a nova aparência do grupo desta vez", disse Robin Antin, acrescentando: "É uma beleza deslumbrante. É divertido, real-campy tipo sexy. É tudo isso, mas, novamente, O que estamos fazendo para a próxima vida das Pussycat Dolls, as meninas são todas jovens, é uma energia fresca e jovem." Uma foto oficial tirada do anúncio mostrou a cinco novas integrantes: Lauren Bennett, Paula van Oppen, Vanessa Curry, Chrystina Sayers e Erica Kiehl Jenkins.
Em 13 de abril de 2012, foi anunciado que Chrystina Sayers já não fazia parte da nova formação. Em julho de 2012, foi anunciada a formação de Bennett e Van Oppen, com as novas integrantes Natalie Mejia, Amanda Branche e Natasha Slayton, confirmando assim a retirada de Jenkins do grupo. Em agosto de 2012, as fotos publicitárias mostraram a 'nova' formação, incluindo Simone Battle (da temporada do The X Factor (Estados Unidos)) substituindo Branche. Em novembro de 2012, foi revelado, através da contratação de Emmalyn Estrada, que Mejia já não fazia parte do grupo, criando assim a formação oficial do G.R.L. Mejia anunciou que estava esperando seu primeiro filho com seu marido, e devido à sua situação, ela fez uma escolha para não continuar com o grupo.

### 2013–14: Sucesso, G.R.L. E a morte de Battle
Em fevereiro de 2013, Antin anunciou oficialmente que as meninas iriam fazer sua estréia como um grupo novo com um nome diferente em vez de substituir as antigas integrantes do Pussycat Dolls. O grupo foi oficialmente revelado no Chateau Marmont em abril. Em 16 de junho, o grupo lançou seu single de estréia, "Vacation", que foi incluído na trilha sonora para o filme de animação The Smurfs 2, como um lado B de "Ooh La La" de Britney Spears". A canção fez sua estréia oficial em um gráfico nacional na Coreia do Sul Gaon International Chart, no número noventa e sete. Em 10 de setembro de 2013, em Brooklyn, Nova York, o grupo iniciou uma turnê promocional de um mês, em parceria com Claire e Westfield Malls, encontrando fãs, visitando estações de rádio e atuando em locais selecionados. A colaboração do grupo com o rapper Pitbull no single principal, "Wild Wild Love", do álbum Globalization, tornou-se um sucesso internacional. O single alcançou o número trinta no Billboard Hot 100, vendendo 767.000 cópias nos EUA a partir de março de 2015. A canção fez o top ten na Austrália, Bélgica, Indonésia, Noruega, Reino Unido, incluindo platina certificada na Austrália e no Canadá.
Pouco depois de sua formação, elas anunciaram que tinham começado a gravar seu álbum de estúdio de estréia, com compositores e produtores de discos Dr. Luke, Max Martin, Cirkut, Darkchild e Lukas Hilbert. No entanto, o álbum foi desfeito em favor de um auto-intitulado EP. O primeiro single do EP, "Ugly Heart", estreou na ARIA Singles Chart em quarenta e um, antes de atingir o pico entre os dez primeiros no número 2, tornando-se o single mais bem sucedido do grupo até à data, sendo certificado 4× platina pela Australian Recording Industry Association (ARIA). A canção atingiu o pico no número dez no The Australian 2014 Year End charts, certificando platina. A trilha alcançou uma posição máxima do número 3 na carta oficial da música de Nova Zelândia.
Em 5 de setembro de 2014, Battle foi encontrada morta em sua casa em West Hollywood. A causa da morte foi apontada como um suicídio, seguindo uma autópsia. No dia seguinte, o grupo divulgou uma declaração via Twitter, dizendo: "As palavras não podem expressar a profundidade da nossa perda." O incrível talento de Simone foi superado apenas pelo tamanho de seu coração. Vai levar sua memória conosco em tudo o que fazemos."

### 2015: Lighthouse, G.R.L. Gives an Hour e hiato
O grupo lançou seu primeiro single após a morte de Battle, "Lighthouse". Juntamente com o single, o grupo anunciou uma nova campanha com a Give an Hour, chamada G.R.L. Dá uma hora, que foi dedicada para aumentar a consciência sobre questões de saúde mental na América. G.R.L. mais tarde se juntou a uma campanha associada de Mudar Direção, de Michelle Obama. "Lighthouse" alcançou o número trinta no ARIA Singles Chart na Austrália, o número dezoito no New Zealand Singles Chart, o número 55 no UK Singles Chart, o número 35 na versão baseada em vendas do gráfico e no número 24 na parada da Escócia.
Em 10 de março de 2015, foi revelado pela banda durante o seu desempenho no programa de televisão australiano "Sunrise Sunrise", que no Havaí que seria o ato de abertura de Meghan Trainor na abertura australiana de sua turnê That Bass, onde se apresentaram em 27 de abril e abril 30.
O grupo foi oficialmente dissolvido em 2 de junho de 2015 por meio de uma declaração conjunta da RCA Records, Kemosabe Records, Larry Rudolph e Robin Antin, afirmando: "Quase 9 meses após a morte trágica da integrante da banda Simone Battle, o GRL anuncia hoje que estão se separando. Desejamos-lhes sucesso continuo em cada um de seus próximos esforços criativos."

### 2016-2020: Retorno e música nova
Em junho, o novo representante do grupo, Matt Wynter, afirmou que as garotas estão de volta no site da Loco Talent. O novo single de G.R.L. deverá ser lançado no verão.
Em 5 de agosto de 2016, foi anunciado que Jazzy Mejia foi adicionada como o terceira integrante do G.R.L. Ao lado de Bennett e Slayton, fazendo o grupo oficialmente um trio. O recém-reformado G.R.L. Encabeçou o festival de música australiano Nickelodeon "Slimefest" em setembro de 2016. e se apresentou em algumas boates locais dias após o festival.
Em 28 de agosto de 2016, o trio lançou seu primeiro single promocional juntas, "Kiss Myself".
Durante uma recente entrevista com The New Music Buzz, o trio confirmou a nova faixa "Are We Good?" Como o single principal do álbum.
Em 9 de dezembro de 2016, o trio lançou seu segundo single, "Are We Good?" incluindo videoclipe lançado dia 27 de Janeiro de 2017.
O trio entraria em turnê em Fevereiro de 2019 na Austrália ao lado de S Club 3, Big Brovaz e 5ive, mas foi posteriormente declarado que a banda que não estaria se apresentando na turnê.
Jazzy Mejia saiu da banda em 2020.

### 2021–presente: retorno de Emmalyn e nova música
G.R.L. anunciaram em sua página do Instagram que voltariam com novas músicas em 2021, com Emmalyn Estrada voltando para o grupo. Durante uma transmissão ao vivo do Instagram em 17 de janeiro de 2021, eles anunciaram que Paula Van Oppen havia pensado em retornar ao grupo, mas decidiu que não estava interessada em retornar à indústria do entretenimento. O trio já planeja lançar seu primeiro single em breve.

## Integrantes
| Member | Member                                   | 2012 | 2013 | 2014 | 2015 | 2016 | 2017 | 2018 | 2019 | 2020 | 2021 |
| ------ | ---------------------------------------- | ---- | ---- | ---- | ---- | ---- | ---- | ---- | ---- | ---- | ---- |
|        | Simone Battle (2012–14)                  |      |      |      |      |      |      |      |      |      |      |
|        | Emmalyn Estrada (2012–15; 2021-presente) |      |      |      |      |      |      |      |      |      |      |
|        | Paula van Oppen (2012–15)                |      |      |      |      |      |      |      |      |      |      |
|        | Lauren Bennett (2012–presente)           |      |      |      |      |      |      |      |      |      |      |
|        | Natasha Slayton (2012–presente)          |      |      |      |      |      |      |      |      |      |      |
|        | Jazzy Mejia (2016–2020)                  |      |      |      |      |      |      |      |      |      |      |

## Discografia
- G.R.L (2014)